# Scomberesox saurus
El sauro atlántico, paparda del Atlántico o alcrique (Scomberesox saurus) es una especie de pez beloniforme de la familia Scomberesocidae.

## Descripción
Tiene el cuerpo alargado, con las mandíbulas largas y finas y dientes pequeños. Tanto la aleta dorsal como la anal se encuentran situadas en la parte posterior del cuerpo, y detrás presenta espinas pequeñas. La aleta caudal tiene forma ahorquillada, con lóbulos de tamaño desigual. La coloración dorsal es olivácea o azulada, con la zona ventral con brillo plateado o dorado. La longitud máxima registrada es de 50 cm en los machos adultos.

## Distribución
Es un pez marino propio del océano Ártico y el Atlántico Norte, encontrándose en las costas de Islandia, Noruega, Dinamarca, islas británicas, en el mar Báltico y el Mediterráneo, y Marruecos, así como en el golfo de San Lorenzo, Canadá hasta Carolina del Norte e islas Bermudas.

## Comportamiento
Es un pez gregario y pelágico que se encuentra habitualmente cerca de la superficie del agua. Cuando se encuentra en peligro y es perseguido por otros peces da grandes saltos fuera del agua.
El desove tiene lugar en alta mar a principios del verano. Los huevos son pelágicos, miden unos 2 mm. y se encuentran provistos de rígidos y finos filamentos.
Su alimentación se compone de huevos de peces, peces pequeños y zooplancton.

## Subespecies
Se reconocen las siguientes subespecies:
- Scomberesox saurus saurus (Walbaum, 1792)
- Scomberesox saurus scombroides Richardson, 1843